# Baslow and Bubnell
Baslow and Bubnell est une paroisse civile du Derbyshire, en Angleterre.